# سیارک ۱۰۴۰۴
سیارک ۱۰۴۰۴ (به انگلیسی: 10404 McCall، نامگذاری:1997WP14) ده هزار و چهارصد و چهارمین سیارک کشف شده‌است که در ۲۲ نوامبر ۱۹۹۷ کشف شد.
قدر مطلق سیارک برابر ۱۴٫۳۰ است.